# Fareham
Fareham is een Engels district in het shire-graafschap (non-metropolitan county OF county) Hampshire en telt 107.977 inwoners. De oppervlakte bedraagt 74 km².
Van de bevolking is 17,4% ouder dan 65 jaar. De werkloosheid bedraagt 1,7% van de beroepsbevolking (cijfers volkstelling 2001).

## Geboren
- William Randal Cremer (1828-1902),  parlementslid, pacifist en Nobelprijswinnaar (1903)
- Mervyn Stegers (1951), Nederlands politicus voor het CDA
- Robert Goddard (1954), thrillerschrijver